# 이란 태권도 협회
이란 태권도 협회(페르시아어: کانون تکواندوکاران ایران)는 2001년 이란 내무부 및 법무부의 공식 권한으로 활동을 시작한, 이란 최초의 NGO 및 비정부 단체이자 태권도 단체이다
이 조직은 이란에 최초의 태권도 학교를 설립했을 뿐만 아니라 많은 태권도 공식 코치와 심판을 양성했다.
유아부터 청소년, 청소년, 성인에 이르기까지 다양한 연령대에서 많은 대회를 개최했다.

## 같이 보기
- 이란 이슬람 공화국 태권도 연맹